# Желмановце
Желмановце (слч. Želmanovce) насељено је мјесто са административним статусом сеоске општине (слч. obec) у округу Свидњик, у Прешовском крају, Словачка Република.

## Становништво
| Година:    | 1994. | 2004.    | 2014.   | 2024.   |
| ---------- | ----- | -------- | ------- | ------- |
| Број људи: | 304   | 343      | 337     | 308     |
| Разлика:   |       | +12,82 % | -1,74 % | -8,60 % |

| Година:    | 2023. | 2024.   |
| ---------- | ----- | ------- |
| Број људи: | 310   | 308     |
| Разлика:   |       | -0,64 % |

Према подацима о броју становника из 2024. године насеље је имало 308 становника.